# Six Flags Great America
Six Flags Great America – jeden z największych parków rozrywki w Stanach Zjednoczonych, położony w miejscowości Gurnee, w stanie Illinois. Został otwarty w 1976 roku z okazji dwusetnej rocznicy odzyskania niepodległości przez Stany Zjednoczone jako Marriott's Great America. W 1984 r. kompleks został przejęty przez sieć Six Flags, jako siódmy obiekt tego typu w barwach sieci.  
Obszar parku zajmujący ponad 120 hektarów jest podzielony na 9 stref tematycznych związanych z historią i kulturą Stanów Zjednoczonych. Są wśród nich między innymi strefy Southwest Territory inspirowane Dzikim Zachodem, Yukon Territory, gdzie można przeżyć gorączkę złota, czy Mardi Gras, gdzie obchody karnawałowe w Nowym Orleanie trwają przez cały rok.

## Historia

### Era Marriott
Otwarcie parku, budowanego od 1974 r. przez korporację Marriott Marriott's Great America,  odbyło się 29 maja 1976. Liczył on 6 stref tematycznych:
- Carousel Plaza – pierwsza strefa po wejściu do parku,
- Hometown Square – małe amerykańskie miasteczko,
- County Fair – przedstawia codzienne rozrywkowe życie środkowej Ameryki,
- Yankee Harbor – przedstawia codzienne życie rybaków w porcie w XIX wieku w południowej Brytanii,
- Yukon Territory – kemping w stylu kanadyjskim,
- Orlean Place – strefa w stylu francuskim.

### Era Shapiro
Po przejęciu sieci parków Six Flags przez grupę Red Zone LLC, zmieniła się polityka prowadzenia parku. W Six Flags Great America obowiązuje całkowity zakaz palenia. Dla palaczy wyznaczono 9 miejsc.
- W listopadzie 2006 roku sieć Six Flags ogłosiła nowy pokaz Operation SpyGirl, który wykonywany był tylko w Six Flags Great America w 2007 roku.
- W styczniu 2007 roku Six Flags ogłosiło powstanie dziewiątej strefy poświęconej dzieciom pod nazwą Wiggle's World. W strefie znajduje się 5 atrakcji, w tym restauracja i sklepik z upominkami.
- W 2007 roku rodzinna atrakcja o nazwie Trail Blazer została usunięta z parku.
- W maju 2007 roku Six Flags Great America przedstawiło nowy sposób stania w kolejce na wybraną dużą atrakcję poprzez system Lo-Q bot. To podręczny pager, który pozwala wirtualnie zarezerwować miejsce w kolejce. Pager należy wypożyczyć za dodatkową opłatą.
- 27 września 2008 roku Six Flags Great America ogłosiło budowę rodzinnej kolejki górskiej The Dark Knight.
- 28 października 2008 roku kolejka górska Déjà Vu została na stałe zamknięta. Zamknięte zostały również atrakcje Space Shuttle America i Splash Waterfall.
- W 2009 roku sieć Six Flags przedstawiła nową wodną atrakcję dla rodzin pod nazwą Buccaneer Battle, gdzie goście płynąc w małych statkach, strzelają do siebie wodą.
- W 2010 roku atrakcja Space Shuttle America została ostatecznie usunięta z parku, jej teren został wyczyszczony i oblepiony reklamami nowej kolejki górskiej Riddler's Revenge. W tym roku utworzono również: The Little Dipper (drewniana kolejka górska przeniesiona z parku Kiddieland w Chicago), Glow in the Park Parade (nocna parada przygotowana przez Cirque du Soleil) i MagiQuest (interaktywna atrakcja, w której goście parku przyjmują rolę czarodzieja i za pomocą różdżki pokonują smoki).

### Era Webera
W maju 2010 roku Mark Shapiro zrezygnował z funkcji CEO tuż po tym, jak sieć Six Flags zwolniła jego pracodawcę, Daniela Snydera. Zastąpiono go Jimem Weberem, byłym CEO sieci parków Paramount, w których powstawały atrakcje oparte na filmach Paramount Pictures.
W roku 2011 w parku miała powstać kolejka górska pod nazwą Green Lantern, jednakże Weber zrezygnował z tej opcji i przeniósł kolejkę do Six Flags Great Adventure. W tym samym roku powstała nowa strefa parku wodnego Six Flags Hurricane Harbor pod nazwą Riptide Bay.

## Atrakcje

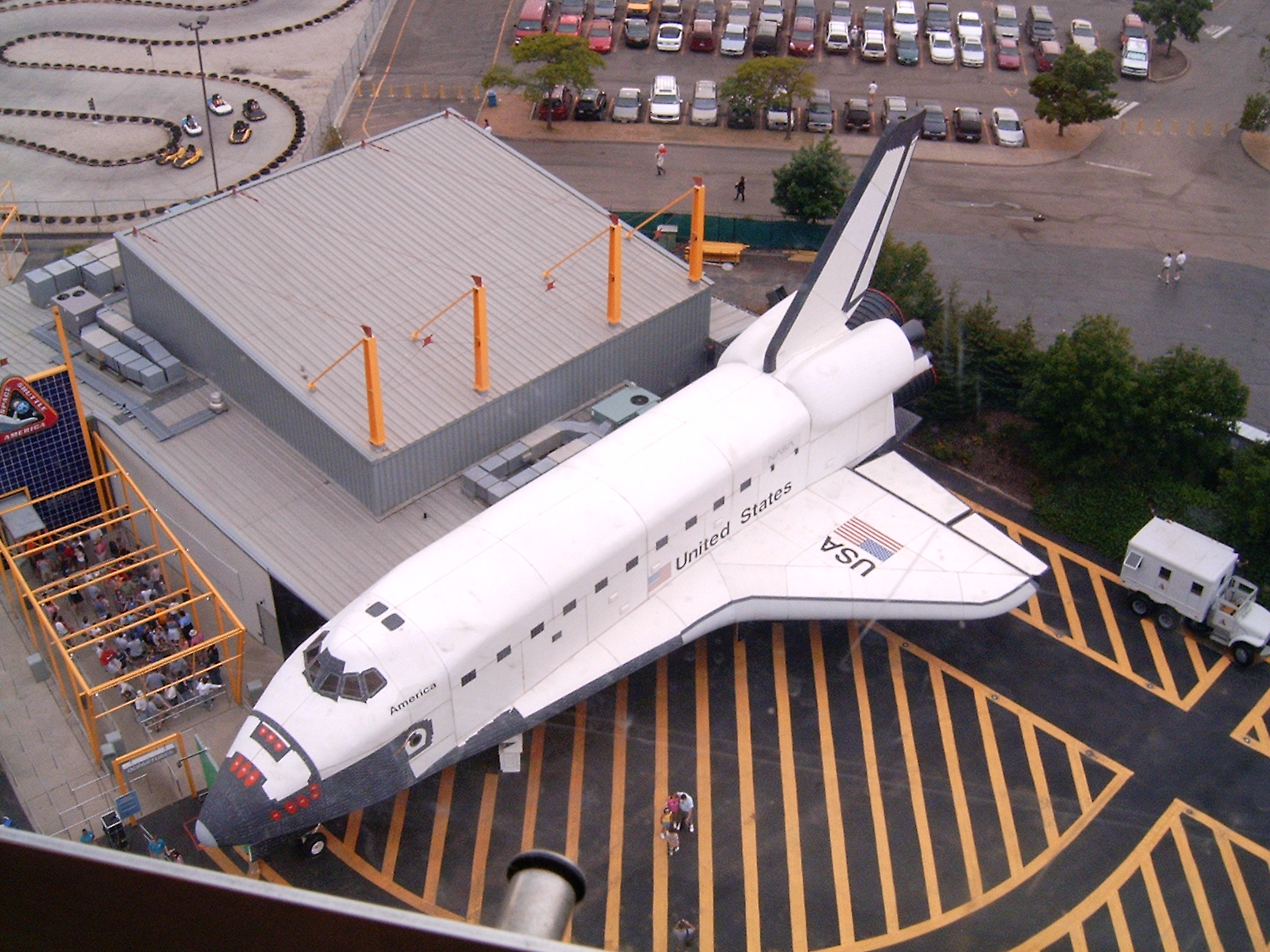
Wahadłowiec Columbia

Park posiada w swojej ofercie ponad 60 atrakcji dla gości w różnym wieku, w tym 14 kolejek górskich i 4 atrakcje wodne.

### Kolejki górskie

#### Czynne
W 2025 roku w parku było czynnych 15 kolejek górskich:
| #  | Nazwa                      | Producent      | Data otwarcia    | Typ                    | Wysokość [m] | Prędkość [km/h] | Źródło |
| -- | -------------------------- | -------------- | ---------------- | ---------------------- | ------------ | --------------- | ------ |
| 1  | Whizzer                    | Schwarzkopf    | 1976             | stalowa                | 21,3         | 67,6            | [ 5 ]  |
| 2  | Demon                      | Arrow Dynamics | 29 maja 1976     | stalowa                | 31,6         | 80,5            | [ 6 ]  |
| 3  | American Eagle             | Intamin        | 23 maja 1981     | drewniana              | 38,7         | 106,2           | [ 7 ]  |
| 4  | Batman: The Ride           | B&M            | 9 maja 1992      | stalowa odwrócona      | 30,5         | 80,5            | [ 8 ]  |
| 5  | Viper                      | PTC            | 29 kwietnia 1994 | drewniana              | 30,5         | 80,5            | [ 9 ]  |
| 6  | Sprocket Rockets           | Vekoma         | 1998             | stalowa rodzinna       | 8,5          | 34,9            | [ 10 ] |
| 7  | Raging Bull                | B&M            | 1 maja 1999      | stalowy hyper coaster  | 61,6         | 117,5           | [ 11 ] |
| 8  | Flash: Vertical Velocity   | Intamin        | 18 maja 2001     | stalowa                | 56,4         | 112,7           | [ 12 ] |
| 9  | Superman – Ultimate Flight | B&M            | 3 maja 2003      | stalowy flying coaster | 32,3         | 8               | [ 13 ] |
| 10 | Dark Knight                | Mack Rides     | 21 maja 2008     | stalowa dzika mysz     | ?            | ?               | [ 14 ] |
| 11 | Little Dipper              | PTC            | 27 maja 2010     | drewniana rodzinna     | 8            | ?               | [ 15 ] |
| 12 | X-Flight                   | B&M            | 16 maja 2012     | stalowy wing coaster   | ?            | 88,5            | [ 16 ] |
| 13 | Goliath                    | RMC            | 19 czerwca 2014  | hybrydowa              | 50,3         | 115,9           | [ 17 ] |
| 14 | Joker                      | S&S            | 27 maja 2017     | stalowa                | 36,6         | 61,2            | [ 18 ] |
| 15 | Maxx Force                 | S&S            | 4 czerwca 2019   | stalowa                | 53,3         | 125,5           | [ 19 ] |

#### W budowie
W 2025 roku park prowadził budowę jednej nowej kolejki górskiej:
| # | Nazwa             | Producent | Data otwarcia | Typ                  | Wysokość [m] | Prędkość [km/h] | Źródło |
| - | ----------------- | --------- | ------------- | -------------------- | ------------ | --------------- | ------ |
| 1 | Wrath of Rakshasa | B&M       | 2025          | stalowy dive coaster | 54,9         | 107,8           | [ 20 ] |

#### Nieczynne
W 2025 roku 8 z 23 kolejek górskich wybudowanych w całej historii parku było zamkniętych z różnych powodów.
| # | Nazwa           | Producent      | Data otwarcia       | Data zamknięcia      | Typ                      | Wysokość [m] | Prędkość [km/h] | Status       | Źródło |
| - | --------------- | -------------- | ------------------- | -------------------- | ------------------------ | ------------ | --------------- | ------------ | ------ |
| 1 | Gulf Coaster    | Herschell      | 1976                | 1976                 | stalowa dziecięca        | ?            | ?               | usunięta     | [ 21 ] |
| 2 | Tidal Wave      | Schwarzkopf    | 1978                | 1991                 | stalowa                  | 42           | 91,7            | usunięta     | [ 22 ] |
| 3 | Z-Force         | Intamin        | 1985                | 1987                 | stalowa                  | 26,2         | 56,3            | przeniesiona | [ 23 ] |
| 4 | Shockwave       | Arrow Dynamics | 3 czerwca 1988      | 2002                 | stalowa                  | 51,8         | 104,6           | rozmontowana | [ 24 ] |
| 5 | Rolling Thunder | Intamin        | 1989                | 1995                 | bobsled coaster          | 19,5         | 56,3            | przeniesiona | [ 25 ] |
| 6 | Iron Wolf       | B&M            | 28 kwietnia 1990    | 5 września 2011      | stalowa                  | 30,5         | 88,5            | przeniesiona | [ 26 ] |
| 7 | Déjà Vu         | Vekoma         | 7 października 2001 | 28 października 2007 | stalowa                  | 58,4         | 105,6           | przeniesiona | [ 27 ] |
| 8 | Ragin' Cajun    | Zamperla       | 28 maja 2004        | 27 października 2013 | stalowy spinning coaster | 13           | 46,8            | przeniesiona | [ 28 ] |

### Pozostałe atrakcje
- Columbia Carousel – tradycyjna piętrowa karuzela otwarta w 1976; lokalizacja: Carousel Plaza,
- Sky Trek Tower (model Sky Tower (Intamin)) – otwarta w 1977; lokalizacja: Carousel Plaza,
- Triple Play (model Troika (Huss)) – otwarta w 1976; lokalizacja: Hometown Square,
- Scenic Railway Hometown Station (Custom Fabricators) – otwarta w 1976; lokalizacja: Hometown Square,
- Hometown Fun Machine (Scrambler) – otwarta w 1976; lokalizacja: Hometown Square,
- The Orbit (Enterprise (Schwarzkopf)) – otwarta w 1976 jako Orleans Orbit w Orleans Place; teraz znajduje się w Hometown Square,
- Chubasco (Tea Cups (Zamperla) – tzw. filiżanki) – otwarta w 1996; lokalizacja: Southwest Territory,
- Ricochet (Swing Around (Huss)) – otwarta w 1977; lokalizacja: Southwest Territory; oryginalna nazwa Big Top w strefie County Fair do 1996,
- Giant Drop (Freefall Tower (Intamin)) – otwarta w 1997; lokalizacja: Southwest Territory,
- River Rocker (Swinging ship (Zamperla)) – otwarta w 1996; lokalizacja: Southwest Territory,
- Buccaneer Battle (Splash Battle firmy Mack) – otwarta w 2009,
- Great America Raceway (autka (Arrow)) – otwarta w 1976; lokalizacja: County Fair,
- Revolution (Frisbee (Huss)) – otwarta w  2004; lokalizacja County Fair; przeniesiona z Six Flags Great Adventure,
- Scenic Railway Fairgrounds Junction (Custom Fabricators) – otwarta w 1976; lokalizacja: County Fair,
- Fiddler's Fling (Calypso 3 (Schwarzkopf)) – otwarta w 1976; lokalizacja County Fair,
- Logger's Run (Log Flume (Arrow)) – otwarta w 1976; lokalizacja: Yukon Territory,
- AQUAMAN Splashdown (Hydroflume (Arrow)) – otwarta w 1976; lokalizacja: DC Universe,
- DC Super-Villains Swing (Wave Swinger (Zierer)) – otwarta w 1976; lokalizacja: DC Universe,
- East River Crawler (Polyp (Schwarzkopf)) – otwarta w 1976; lokalizacja: Yankee Harbor. Oryginalna nazwa The Lobster,
- Roaring Rapids (Intamin) – otwarta w 1984 pod nazwą White Water Rapids; lokalizacja: Mardi Gras,
- The Jester's Wild Ride (Rockin’ Tug (Zamperla)) – otwarta w 2004; lokalizacja: Mardi Gras,
- Big Easy Balloons (Balloon Race (Zamperla)) – otwarta w  2004; lokalizacja: Mardi Gras,
- King Chaos (Top Spin (Huss)) – otwarta w 2004; lokalizacja: Mardi Gras,
- Condor (Huss) – otwarta w 1991; lokalizacja: Orleans Place.

### Atrakcje dla dzieci

#### Lokalizacja: Camp Cartoon Network (otwarta w 1998)
- Scooby Doo's Mystery Machine (Crazy Bus (Zamperla)) – otwarta w 1998,
- Bedrock Boulder Roller (Ferris Wheel (Zamperla)) – koło widokowe przeniesione w 1998 roku z Six Flags Astroworld,
- Flinstones – Rocky Road Rescue Service (Hampton Rides) – otwarta w 1998,
- Yogi's Yahoo River (Herschell) – otwarta w 1998.

#### Lokalizacja: Kidzopolis
- Big Red Plane Ride (Telecombat (Zamperla)) – otwarta w 2007,
- Big Red Car Ride (Convoy (Zamperla)) – otwarta w 2007,
- Bouncin' With Wags (Jumpin' Star (Zamperla)) – otwarta w 2007,
- Dorothy's Rosy Tea Cups (Mini Tea Cups (Zamperla)) – otwarta w 2007,
- Yummy Yummy Fruit Salad Tower Ride (Samba Tower (Zamperla)) – otwarta w 2007,
- Henry's Splash Fountain – wodny plac zabaw otwarty w 2007,
- S.S. Feathersword Pirate Ship – suchy plac zabaw otwarty w 2007.

#### Atrakcje dodatkowo płatne
- Winner's Circle Go-Karting – gokarty otwarte w 2000; lokalizacja: Carousel Plaza,
- The Wall – ścianka wspinaczkowa otwarta w 2001; lokalizacja: County Fair,
- Dare Devil Dive (Skycoaster) – otwarta w 1997; lokalizacja: County Fair.

## Six Flags Hurricane Harbor Chicago
Six Flags Hurricane Harbor Chicago to park wodny w stylu karaibskim, otwarty w 2005 roku. Cena wstępu do parku wodnego jest wliczona w cenę biletu do Six Flags Great America. Znajduje się w nim 25 różnych zjeżdżalni wodnych, sztuczna rzeka, basen ze sztuczną falą, największy na świecie wodny plac zabaw i wiele innych mniejszych atrakcji.